# René Pontoni
René Alejandro Pontoni (* 18. Mai 1920 in Santa Fe; † 14. Mai 1983 ebenda) war ein argentinischer Fußballspieler.

## Karriere

### Vereinskarriere

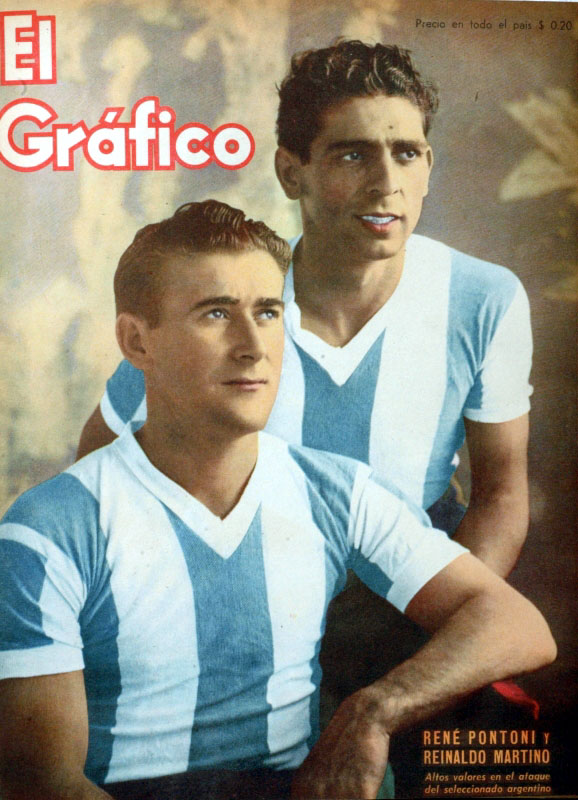
René Pontoni (links) 1945 mit Rinaldo Martino

René Pontoni, geboren 1920 in Santa Fe, begann mit dem Fußballspielen bei den Newell’s Old Boys in Argentiniens drittgrößter Stadt Rosario. Bei dem Verein spielte er von 1940 bis 1944 und spielte 110 Mal in der ersten argentinischen Fußballliga, der Primera División. Dabei gelangen ihm 67 Tore für die Newell’s Old Boys.
1944 verließ er den Verein und schloss sich CA San Lorenzo de Almagro aus dem bonarenser Viertel Almagro an, für die er am 22. April 1945 gegen Gimnasia y Esgrima de La Plata sein Debüt gab. San Lorenzo gewann mit 4:2 und Pontoni schoss drei der vier Tore seiner Mannschaft. Bei dem Verein, wo er unter anderem zusammen spielte mit anderen Fußballgrößen der damaligen Zeit wie Rinaldo Martino oder dem gebürtigen Spanier Ángel Zubieta, kickte Pontoni vier Jahre lang und erzielte 66 Tore in 102 Ligaspielen. In der Saison 1946 gewann er mit CA San Lorenzo de Almagro die argentinische Fußballmeisterschaft, nachdem in der Primera División nach Ablauf aller Spieltage der erste Rang mit vier Punkten Vorsprung auf die Boca Juniors belegt wurde. San Lorenzo war dabei mit insgesamt neunzig Toren der beste Angriff der Liga, wobei Pontoni Mario Boyé von den Boca Juniors den ersten Platz in der Torschützenliste überlassen musste.
1949 endete René Pontonis Zeit als Spieler bei CA San Lorenzo de Almagro und er wechselte zu Independiente Santa Fe nach Kolumbien. In Bogotá machte er 44 Spiele im Ligabetrieb und erzielte 27 Tore. 1952 ging er dann zu Associação Portuguesa de Desportos nach Brasilien, von wo aus er 1954 nach nur einem Jahr wieder zu CA San Lorenzo de Almagro zurückging und dort im gleichen Jahr seine aktive Laufbahn beendete. Nach dem Ende seiner Zeit als Fußballspieler betrieb er zusammen mit seinem ehemaligen Gegenspieler Mario Boyé eine Pizzeria in Buenos Aires und trainierte auch einige unterklassige argentinische Vereine.

### Nationalmannschaft
René Pontoni machte zwischen 1942 und 1947 neunzehn Länderspiele in der argentinischen Fußballnationalmannschaft und erzielte dabei neunzehn Tore, was einer Torquote von durchschnittlich einem Tor je Spiel entspricht. Mit Argentiniens Nationalelf nahm er an drei Südamerikameisterschaften teil, eine Weltmeisterschaft verpasste er aufgrund des Zweiten Weltkrieges und der damit verbundenen Pause für Fußball-Weltmeisterschaften zwischen 1938 und 1950. Dafür nahm er dreimal an der Copa América teil, und sowohl 1945 in Chile, 1946 im eigenen Land und 1947 in Ecuador beendete die argentinische Mannschaft das Turnier als Sieger.